# 전환성장인자
전환성장인자(Transforming growth factor, TGF)는 세포의 형질을 전환시키는데 영향을 끼칠 수 있는 폴리펩티드 성장인자를 일컫는다. 전환성장인자는 크게 TGF-α와 TGF-β로 분류될 수 있는데, 이 두 종류의 전환성장인자는 기능적으로 유사할 뿐 큰 연관성이 없다. 단백질의 구조도 다를뿐더러 서로 다른 유전자를 통해 생산되고, 다른 수용체와 기전을 가지고 있다.

## 종류
- TGF-α는 현재 표피성장인자의 한 종류로 분류된다. 인간의 몇몇 암에서 그 발현 정도가 증가되어있다. 대식세포, 뇌세포, 각질형성세포에서 생성되며, 상피조직의 발달을 유도한다.
- TGF-β는 TGF-β 초가계에 속하는 물질로, 사람에서 세 가지의 종류가 알려져있다. TGF-β1, TGF-β2, TGF-β3이 이들이며, TGF-β 초가계에는 뮬러관 억제인자, 골형성단백질, 성장분화인자 등의 다른 물질들이 포함된다.[1] 인간의 몇몇 암에서 그 발현 정도가 증가되어있다. 말판 증후군에서도 발현 정도가 높아져 있는 것을 발견할 수 있다.[2] 조직의 재생과정, 세포 분화, 배아 발생, 면역체계의 조절 등에 중요한 영향을 끼친다. TGF-β1의 단백질 동위체들은 전자간증의 발생에도 관여한다고 생각된다. TGF-β의 수용체는 세린/트레오닌 인산화효소 수용체들이다.

## 기능
전환성장인자들은 원래 특정한 세포 배양 조건(마우스 신장의 섬유아세포)에서 세포들을 악성종양으로 유도하는 능력에 의해 특징지어졌다. 마우스 신장의 섬유아세포에 전환성장인자들을 처리하면 세포의 분열과 과증식을 유도하고, 정상 세포 배열에서 일어나는 밀도 의존성 억제가 더 이상 일어나지 않게 된다.

## 역사
전환성장인자들은 1970년대에 종양유전자 연구를 하던 중 세포를 다른 형질로 전환시키는 물질이 발견되면서 그 정체가 알려지게 되었다. 로버트 윌리엄 홀리, 조지 토다로 등은 세포를 형질 전환시키지만 세포의 유전형에는 영향을 미치지 않는 인자를 발견하고 전환성장인자라는 이름을 붙이게 되었다. 또한 이 시기의 연구자들은 이러한 물질들이 암세포에서만 분비된다고 생각하여 암성장인자라는 이름을 붙여주었다. 후에 이러한 사실들은 전환성장인자들의 이러한 효과가 가역적일 뿐만 아니라 세포변환을 일으키지 않는 경우도 있어 틀렸다는 것이 증명되었다.

## 같이 보기
- 요세관토리되먹임